# Diplazium wichurae
Diplazium wichurae är en majbräkenväxtart som först beskrevs av Georg Heinrich Mettenius och som fick sitt nu gällande namn av Friedrich Ludwig Diels.. 
Diplazium wichurae ingår i släktet Diplazium och familjen Athyriaceae. Utöver nominatformen finns också underarten Diplazium wichurae parawichurae.